# Jordan Thompson (calciatore)
Jordan Andrew Thompson (Belfast, 3 gennaio 1997) è un calciatore nordirlandese, centrocampista dello Stoke City e della nazionale nordirlandese.

## Caratteristiche tecniche
È un mediano.

## Carriera

### Club
Ha giocato nella prima divisione scozzese e nella seconda divisione inglese.

### Nazionale
Il 30 maggio 2018 ha esordito con la nazionale nordirlandese disputando l'amichevole pareggiata 0-0 contro Panama.

## Statistiche

### Presenze e reti nei club
Statistiche aggiornate al 8 maggio 2023.
| Stagione          | Squadra           | Campionato        | Campionato | Campionato | Coppe nazionali | Coppe nazionali | Coppe nazionali | Coppe continentali | Coppe continentali | Coppe continentali | Altre coppe | Altre coppe | Altre coppe | Totale | Totale | Totale |
| Stagione          | Squadra           | Comp              | Pres       | Reti       | Comp            | Pres            | Reti            | Comp               | Pres               | Reti               | Comp        | Pres        | Reti        | Pres   | Reti   |        |
| ----------------- | ----------------- | ----------------- | ---------- | ---------- | --------------- | --------------- | --------------- | ------------------ | ------------------ | ------------------ | ----------- | ----------- | ----------- | ------ | ------ | ------ |
| 2015-gen. 2016    | Rangers           | SC                | 2          | 0          | CS+CdL          | 0               | 0               | -                  | -                  | -                  | CC          | 0           | 0           | 2      | 0      |        |
| gen.-giu. 2016    | Airdrieonians     | SL1               | 7          | 1          | -               | -               | -               | -                  | -                  | -                  | -           | -           | -           | 7      | 1      |        |
| lug. 2016         | Rangers           | SP                | 0          | 0          | CS+CdL          | 0+1             | 0               | -                  | -                  | -                  | -           | -           | -           | 1      | 0      |        |
| ago. 2016-2017    | Raith Rovers      | SP                | 29+1       | 1+0        | CS+CdL          | 2+0             | 0               | -                  | -                  | -                  | -           | -           | -           | 32     | 1      |        |
| 2017-gen. 2018    | Rangers           | SP                | 0          | 0          | CS+CdL          | 0               | 0               | -                  | -                  | -                  | -           | -           | -           | 0      | 0      |        |
| Totale Rangers    | Totale Rangers    | Totale Rangers    | 2          | 0          |                 | 1               | 0               |                    | -                  | -                  |             | 0           | 0           | 3      | 0      |        |
| gen.-giu. 2018    | Livingston        | SP                | 11+4       | 0          | CS              | 0               | 0               | -                  | -                  | -                  | -           | -           | -           | 15     | 0      |        |
| 2018-2019         | Blackpool         | FL1               | 38         | 3          | FACup+CdL       | 3+4             | 0               | -                  | -                  | -                  | FLT         | 0           | 0           | 45     | 3      |        |
| 2019-gen. 2020    | Blackpool         | FL1               | 18         | 1          | FACup+CdL       | 2+1             | 0               | -                  | -                  | -                  | FLT         | 1           | 0           | 22     | 1      |        |
| Totale Blackpool  | Totale Blackpool  | Totale Blackpool  | 56         | 4          |                 | 10              | 0               |                    | -                  | -                  |             | 1           | 0           | 67     | 4      |        |
| gen.-giu. 2020    | Stoke City        | FLC               | 15         | 0          | -               | -               | -               | -                  | -                  | -                  | -           | -           | -           | 15     | 0      |        |
| 2020-2021         | Stoke City        | FLC               | 34         | 1          | FACup+CdL       | 1+5             | 0+1             | -                  | -                  | -                  | -           | -           | -           | 40     | 2      |        |
| 2021-2022         | Stoke City        | FLC               | 18         | 0          | FACup+CdL       | 2+4             | 0               | -                  | -                  | -                  | -           | -           | -           | 24     | 0      |        |
| 2022-2023         | Stoke City        | FLC               | 34         | 0          | FACup+CdL       | 3+1             | 0               | -                  | -                  | -                  | -           | -           | -           | 38     | 0      |        |
| Totale Stoke City | Totale Stoke City | Totale Stoke City | 101        | 1          |                 | 16              | 1               |                    | -                  | -                  |             | -           | -           | 117    | 2      |        |
| Totale carriera   | Totale carriera   | Totale carriera   | 211        | 7          |                 | 29              | 1               |                    | -                  | -                  |             | 1           | 0           | 241    | 8      |        |

### Cronologia presenze e reti in nazionale
| Cronologia completa delle presenze e delle reti in nazionale ― Irlanda del Nord | Cronologia completa delle presenze e delle reti in nazionale ― Irlanda del Nord | Cronologia completa delle presenze e delle reti in nazionale ― Irlanda del Nord | Cronologia completa delle presenze e delle reti in nazionale ― Irlanda del Nord | Cronologia completa delle presenze e delle reti in nazionale ― Irlanda del Nord | Cronologia completa delle presenze e delle reti in nazionale ― Irlanda del Nord | Cronologia completa delle presenze e delle reti in nazionale ― Irlanda del Nord | Cronologia completa delle presenze e delle reti in nazionale ― Irlanda del Nord |
| Data                                                                            | Città                                                                           | In casa                                                                         | Risultato                                                                       | Ospiti                                                                          | Competizione                                                                    | Reti                                                                            | Note                                                                            |
| ------------------------------------------------------------------------------- | ------------------------------------------------------------------------------- | ------------------------------------------------------------------------------- | ------------------------------------------------------------------------------- | ------------------------------------------------------------------------------- | ------------------------------------------------------------------------------- | ------------------------------------------------------------------------------- | ------------------------------------------------------------------------------- |
| 30-5-2018                                                                       | Panama                                                                          | Panama                                                                          | 0 – 0                                                                           | Irlanda del Nord                                                                | Amichevole                                                                      | -                                                                               | 82’                                                                             |
| 3-6-2018                                                                        | San José                                                                        | Costa Rica                                                                      | 3 – 0                                                                           | Irlanda del Nord                                                                | Amichevole                                                                      | -                                                                               | 85’                                                                             |
| 5-9-2019                                                                        | Belfast                                                                         | Irlanda del Nord                                                                | 1 – 0                                                                           | Lussemburgo                                                                     | Amichevole                                                                      | -                                                                               |                                                                                 |
| 10-10-2019                                                                      | Rotterdam                                                                       | Paesi Bassi                                                                     | 3 – 1                                                                           | Irlanda del Nord                                                                | Qual. Euro 2020                                                                 | -                                                                               | 83’                                                                             |
| 14-10-2019                                                                      | Praga                                                                           | Rep. Ceca                                                                       | 2 – 3                                                                           | Irlanda del Nord                                                                | Amichevole                                                                      | -                                                                               | 65’                                                                             |
| 16-11-2019                                                                      | Belfast                                                                         | Irlanda del Nord                                                                | 0 – 0                                                                           | Paesi Bassi                                                                     | Qual. Euro 2020                                                                 | -                                                                               | 81’                                                                             |
| 19-11-2019                                                                      | Francoforte                                                                     | Germania                                                                        | 6 – 1                                                                           | Irlanda del Nord                                                                | Qual. Euro 2020                                                                 | -                                                                               |                                                                                 |
| 7-9-2020                                                                        | Belfast                                                                         | Irlanda del Nord                                                                | 1 – 5                                                                           | Norvegia                                                                        | UEFA Nations League 2020-2021                                                   | -                                                                               |                                                                                 |
| 8-10-2020                                                                       | Sarajevo                                                                        | Bosnia ed Erzegovina                                                            | 1 – 1 (4 - 5 dtr)                                                               | Irlanda del Nord                                                                | Qual. Euro 2020                                                                 | -                                                                               | 90’ 120’                                                                        |
| 11-10-2020                                                                      | Belfast                                                                         | Irlanda del Nord                                                                | 0 – 1                                                                           | Austria                                                                         | UEFA Nations League 2020-2021                                                   | -                                                                               | 73’ 86’                                                                         |
| 14-10-2020                                                                      | Oslo                                                                            | Norvegia                                                                        | 1 – 0                                                                           | Irlanda del Nord                                                                | UEFA Nations League 2020-2021                                                   | -                                                                               | 84’                                                                             |
| 12-11-2020                                                                      | Belfast                                                                         | Irlanda del Nord                                                                | 1 – 2 dts                                                                       | Slovacchia                                                                      | Qual. Euro 2020                                                                 | -                                                                               | 66’                                                                             |
| 25-3-2021                                                                       | Parma                                                                           | Italia                                                                          | 2 – 0                                                                           | Irlanda del Nord                                                                | Qual. Mondiali 2022                                                             | -                                                                               | 78’ 90’                                                                         |
| 28-3-2021                                                                       | Belfast                                                                         | Irlanda del Nord                                                                | 1 – 2                                                                           | Stati Uniti                                                                     | Amichevole                                                                      | -                                                                               |                                                                                 |
| 30-5-2021                                                                       | Klagenfurt                                                                      | Malta                                                                           | 0 – 3                                                                           | Irlanda del Nord                                                                | Amichevole                                                                      | -                                                                               | 42’ 85’                                                                         |
| 3-6-2021                                                                        | Dnipro                                                                          | Ucraina                                                                         | 1 – 0                                                                           | Irlanda del Nord                                                                | Amichevole                                                                      | -                                                                               | 46’                                                                             |
| 2-9-2021                                                                        | Vilnius                                                                         | Lituania                                                                        | 1 – 4                                                                           | Irlanda del Nord                                                                | Qual. Mondiali 2022                                                             | -                                                                               | 83’                                                                             |
| 8-9-2021                                                                        | Belfast                                                                         | Irlanda del Nord                                                                | 0 – 0                                                                           | Bulgaria                                                                        | Qual. Mondiali 2022                                                             | -                                                                               | 74’                                                                             |
| 9-10-2021                                                                       | Carouge                                                                         | Svizzera                                                                        | 2 – 0                                                                           | Irlanda del Nord                                                                | Qual. Mondiali 2022                                                             | -                                                                               | 80’                                                                             |
| 12-10-2021                                                                      | Sofia                                                                           | Bulgaria                                                                        | 2 – 1                                                                           | Irlanda del Nord                                                                | Qual. Mondiali 2022                                                             | -                                                                               |                                                                                 |
| 25-3-2022                                                                       | Lussemburgo                                                                     | Lussemburgo                                                                     | 1 – 3                                                                           | Irlanda del Nord                                                                | Amichevole                                                                      | -                                                                               | 63’                                                                             |
| 29-3-2022                                                                       | Belfast                                                                         | Irlanda del Nord                                                                | 0 – 1                                                                           | Ungheria                                                                        | Amichevole                                                                      | -                                                                               | 68’                                                                             |
| 9-6-2022                                                                        | Pristina                                                                        | Kosovo                                                                          | 3 – 2                                                                           | Irlanda del Nord                                                                | UEFA Nations League 2022-2023                                                   | -                                                                               | 73’ 88’                                                                         |
| 12-6-2022                                                                       | Belfast                                                                         | Irlanda del Nord                                                                | 2 – 2                                                                           | Cipro                                                                           | UEFA Nations League 2022-2023                                                   | -                                                                               | 59’                                                                             |
| 24-9-2022                                                                       | Belfast                                                                         | Irlanda del Nord                                                                | 2 – 1                                                                           | Kosovo                                                                          | UEFA Nations League 2022-2023                                                   | -                                                                               | 67’                                                                             |
| 27-9-2022                                                                       | Atene                                                                           | Grecia                                                                          | 3 – 1                                                                           | Irlanda del Nord                                                                | UEFA Nations League 2022-2023                                                   | -                                                                               | 9’                                                                              |
| 23-3-2023                                                                       | Serravalle                                                                      | San Marino                                                                      | 0 – 2                                                                           | Irlanda del Nord                                                                | Qual. Euro 2024                                                                 | -                                                                               | 73’                                                                             |
| 26-3-2023                                                                       | Belfast                                                                         | Irlanda del Nord                                                                | 0 – 1                                                                           | Finlandia                                                                       | Qual. Euro 2024                                                                 | -                                                                               | 79’                                                                             |
| 16-6-2023                                                                       | Copenaghen                                                                      | Danimarca                                                                       | 1 – 0                                                                           | Irlanda del Nord                                                                | Qual. Euro 2024                                                                 | -                                                                               | 69’                                                                             |
| 19-6-2023                                                                       | Belfast                                                                         | Irlanda del Nord                                                                | 0 – 1                                                                           | Kazakistan                                                                      | Qual. Euro 2024                                                                 | -                                                                               | 84’                                                                             |
| 10-9-2023                                                                       | Astana                                                                          | Kazakistan                                                                      | 1 – 0                                                                           | Irlanda del Nord                                                                | Qual. Euro 2024                                                                 | -                                                                               | 46’ 90+7’                                                                       |
| 14-10-2023                                                                      | Belfast                                                                         | Irlanda del Nord                                                                | 3 – 0                                                                           | San Marino                                                                      | Qual. Euro 2024                                                                 | -                                                                               |                                                                                 |
| 17-10-2023                                                                      | Belfast                                                                         | Irlanda del Nord                                                                | 0 – 1                                                                           | Slovenia                                                                        | Qual. Euro 2024                                                                 | -                                                                               | 59’ 63’                                                                         |
| 17-11-2023                                                                      | Helsinki                                                                        | Finlandia                                                                       | 4 – 0                                                                           | Irlanda del Nord                                                                | Qual. Euro 2024                                                                 | -                                                                               | 77’                                                                             |
| 20-11-2023                                                                      | Belfast                                                                         | Irlanda del Nord                                                                | 2 – 0                                                                           | Danimarca                                                                       | Qual. Euro 2024                                                                 | -                                                                               | 82’                                                                             |
| 22-3-2024                                                                       | Bucarest                                                                        | Romania                                                                         | 1 – 1                                                                           | Irlanda del Nord                                                                | Amichevole                                                                      | -                                                                               | 71’                                                                             |
| 26-3-2024                                                                       | Glasgow                                                                         | Scozia                                                                          | 0 – 1                                                                           | Irlanda del Nord                                                                | Amichevole                                                                      | -                                                                               | 87’                                                                             |
| 8-6-2024                                                                        | Palma di Maiorca                                                                | Spagna                                                                          | 5 – 1                                                                           | Irlanda del Nord                                                                | Amichevole                                                                      | -                                                                               | 46’                                                                             |
| 25-3-2025                                                                       | Solna                                                                           | Svezia                                                                          | 5 – 1                                                                           | Irlanda del Nord                                                                | Amichevole                                                                      | -                                                                               | 68’                                                                             |
| Totale                                                                          |                                                                                 | Presenze                                                                        | 39                                                                              |                                                                                 | Reti                                                                            | 0                                                                               |                                                                                 |